# فيتش (إسبانيا)
فيتش (بالإسبانية: Vich) ورسميا فيك / بلدية بيك (بالكاتالانية: Vic) هي إحدى بلديات مقاطعة برشلونة, والتي تقع في منطقة كاتالونيا، شرق إسبانيا.
يبلغ عدد سكانها 38.321 نسمة وفقاً لإحصائية سنة (2007).

## توأمة
لفيتش (إسبانيا) اتفاقيات توأمة مع كل من:
- سوموتو، نيكاراغوا [الإنجليزية]‏
- توريدونخيمينو

## أعلام
- ميلتشور ماوري
- تشافييه بونز
- ميغيل مارتي إي بول
- دانيال سولا
- خيل مونتاداس
- جاومي ميدينا